# Große Wabenkröte

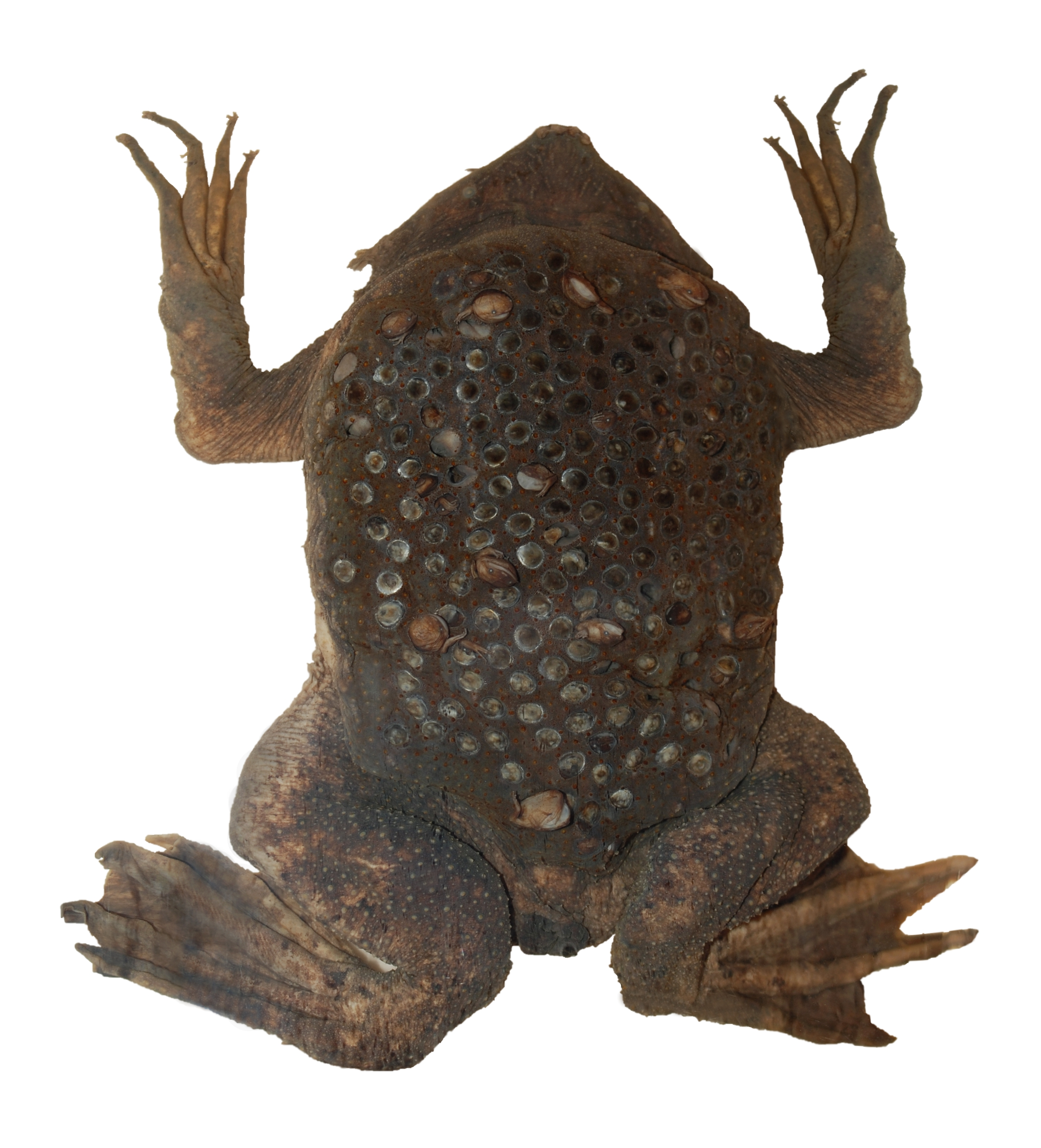
Weibliche Große Wabenkröte mit Eiern auf ihrem Rücken

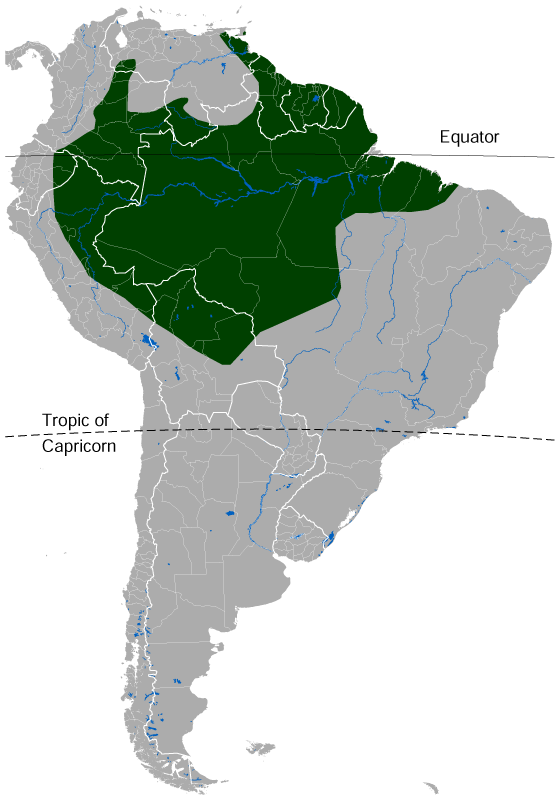
Verbreitungsgebiet 2015
(Quelle: IUCN)

Die Große Wabenkröte (Pipa pipa), auch Amazonas-Wabenkröte genannt, ist ein südamerikanischer Froschlurch aus der Familie der Zungenlosen.

## Verbreitung und Lebensraum
Das Verbreitungsgebiet der Wabenkröte liegt in Südamerika und schließt Teile folgender Länder mit ein: Bolivien, Brasilien, Ecuador, Kolumbien, Französisch-Guayana, Guyana, Peru, Surinam, Trinidad und Tobago und Venezuela.
Diese Art lebt ganzjährig aquatil in trüben, langsam fließenden Gewässern sowie in Tümpeln oder Sümpfen im östlichen Südamerika. Außerdem ist sie auf Trinidad verbreitet und lebt stets unterhalb einer Höhenlage von 400 Meter. In der Roten Liste gefährdeter Arten wird die Große Wabenkröte als nicht gefährdet („least concern“) geführt. Sie versteckt sich in ihrem Habitat meist unter Laubstreu, nur äußerst selten begibt sie sich an Land.
Die Große Wabenkröte ernährt sich omnivor. Sie frisst vorwiegend Würmer, Insekten, Krebstiere und kleine Fische. Da sie keine Zunge hat, sucht sie mit den Fingern der Vorderbeine den Grund nach Nahrung ab. Juvenile fressen Wirbellose wie Daphnien oder Arten von Tubifex.

## Merkmale
Weibchen der Großen Wabenkröte werden rund 17 cm lang, Männchen bleiben mit maximal 15 cm kürzer. Sie hat einen breiten und abgeflachten Körperbau sowie einen ebenso flachen, dreieckigen Kopf mit winzigen, lidlosen, schwarzen Augen. Die Haut ist runzelig rau, braun bis grau gefärbt sowie mit dunklen Flecken versehen; die Unterseite ist heller gefärbt. Die Hinterbeine sind groß und flossenartig. Die Finger der Vorderbeine enden in sternförmigen, vierstrahligen Spitzen.
Weibchen lassen sich von Männchen nur während der Paarungszeit morphologisch unterscheiden. Dann haben sie eine ringförmige Schwellung an ihrer Kloake.

## Fortpflanzung
Das Männchen gibt als Paarungsruf Serien schneller Klicklaute von sich. Männchen und Weibchen vollziehen anschließend unter Wasser einen „Paarungstanz“, indem sie während ihrer inguinalen Umklammerung kopfüber Loopings schwimmen. In der obersten Phase eines Loopings stößt das Weibchen drei bis zehn Eier ab, während gleichzeitig das Männchen sein Sperma abgibt. Das Paar taucht dann wieder nach unten und hier landen die absinkenden Eier dann auf dem Rücken des Weibchens und bleiben dort haften. Das Männchen unterstützt diesen Vorgang durch Anpressen der Eier auf der Rückenhaut mit Hilfe seiner Hinterfüße. Dieses Ritual vollzieht sich bis zu 18-mal, insgesamt können bis zu 100 Eier gelegt und befruchtet werden.
In den Stunden nach der Befruchtung sinken die Eier in die Haut des Weibchens ein und werden von Haut überwachsen, die sich zu einer Art verhorntem Deckel entwickelt. Während ihrer Entwicklung in den Eiern wächst den Jungen ein temporärer Schwanz. Nach 12 bis 20 Wochen schlüpfen schließlich voll entwickelte Jungkröten aus den Rückenwaben, es werden somit keine freien Larven-Stadien durchlaufen.